# Martin McGuinness
James Martin Pacelli McGuinness (irsky Séamus Máirtín Pacelli Mag Aonghusa; 23. května 1950 Derry – 21. března 2017) byl irský republikánský politik, který byl jako člen Sinn Féin od května 2007 do ledna 2017 náměstkem prvního ministra Severního Irska. Společně s Georgem Mitchellem byl iniciátorem Velkopáteční dohody (Good Friday Agreement).

## Politické působení
McGuinness, bývalý vůdce Prozatímní irské republikánské armády (IRA), byl od roku 1997 do své rezignace v roce 2013 poslancem za Mid Ulster.  Stejně jako všichni poslanci za Sinn Féin se však ani McGuinness činnosti parlamentu ve Westminsteru neúčastnil. Po dohodě se St Andrews a volbách do Severoirského parlamentu v roce 2007 se jako politický vůdce Sinn Féin v Severoirském parlamentu stal 8. května 2007 náměstkem prvního ministra Severního Irska, přičemž vůdce Demokratických unionistů (DUP) Ian Paisley se stal prvním ministrem. Dne 5. června 2008 byl McGuinness znovu jmenován náměstkem prvního ministra, jímž byl Peter Robinson, který nahradil Paisleyho jako prvního ministra. McGuinness již dříve v letech 1999 až 2002 byl ministrem školství severoirské vlády. Ve volbách v roce 2011 byl kandidátem Sinn Féin na postprezidenta Irska.

## Velkopáteční dohoda
Ve spolupráci s americkým zvláštním vyslancem Georgem Mitchellem byl McGuinness také jedním z hlavních architektů Velkopáteční dohody, která se stala základem mírového procesu v Severním Irsku.
Dne 9. ledna 2017 McGuinness rezignoval jako náměstek prvního ministra na protest proti skandálu kolem podpor na obnovitelné zdroje tepla. Dne 19. ledna oznámil, že kvůli špatnému zdraví nebude ve volbách 2. března 2017 kandidovat na znovuzvolení do Parlamentu Severního Irska. Údajně trpěl amyloidózou, což je nemoc ohrožující životně důležité orgány, a odešel na odpočinek krátce před svou smrtí dne 21. března 2017 ve věku 66 let. 